# Ethelbert de Wessex
Ethelbert (o Æthelberht; «noble magnífic» en anglès antic), fou rei de Kent des del 858 i també de Wessex des del 860 fins a la seva mort el 865. Era el tercer fill del rei Ethelwulf de Wessex amb la seva primera esposa, Osburh. El 855, mentre el seu pare visitava Roma, Ethelbert fou designat governador o virrei de Kent i el seu germà gran Ethelbald quedà al capdavant de Wessex. Ethlebald, però, es va negar a retornar el poder al seu pare quan aquest va tornar de Roma, segurament perquè durant el viatge de retorn el rei s'havia casat amb una princesa franca de nom Judith i Ethelbald pensava que aquesta li podia donar descendència que li disputés el dret al tron.
El rei no va voler entrar en una guerra civil i va deixar Wessex en mans d'Ethelbald, passant ell a governar les terres de Kent. Quan va morir, Ethelbert el va succeir com a rei de Kent i altres terres orientals del regne. Només dos anys més tard, moria Ethelbald sense descendència i Ethelbert passava a ser rei únic de Wessex i de Kent.
Va ser coronat a la població de Kingston upon Thames i la Crònica anglosaxona descriu el seu regnat com pacífic i pròsper, malgrat l'amenaça de les ràtzies vikingues que planava sobre Winchester i l'est de Kent. Ans al contrari que els seus predecessors, en no designar cap familiar com a virrei de Kent, va acumular tot el poder en la seva persona.
Va morir el 865 sense descendència, deixant el tron al seu germà Æthelred.